# Baeomorphidae
Die Baeomorphidae bilden eine Hautflüglerfamilie innerhalb der Überfamilie der Erzwespen (Chalcidoidea).

## Taxonomie
Das Taxon geht auf den US-amerikanischen Entomologen Carl M. Yoshimoto zurück, der im Jahr 1975 die Unterfamilie Baeomorphinae innerhalb der Tetracampidae einrichtete. Die Typusgattung ist Baeomorpha Brues, 1973. Gumovsky et al. (2017) ergänzten die Gattung Baeomorpha um 11 neu beschriebene Arten. Weiterhin synonymisierten sie die Baeomorphinae mit der Familie Rotoitidae als deren jüngeres Synonym. Die Rotoitidae wurden von Bouček & Noyes (1987) eingeführt. Aufgrund nomenklatorischer Regeln wurde von Burks et al. (2022) die Priorität von Baeomorphinae über die der Rotoitidae gestellt und entsprechend der Familienname in „Baeomorphidae“ geändert.

## Merkmale
Gumovsky et al. (2017) beschreiben die Familie anhand folgender morphologischer Eigenschaften: Die Fühler der Weibchen der rezenten Baeomorphidae sind 14-gliedrig, die der Männchen 13-gliedrig (Rotoita-Männchen sind noch unbekannt). Die fossilen Arten weisen eine variable Anzahl an Fühlergliedern auf, von 10 bis 14. Häufig sind bei den Weibchen das erste oder die beiden ersten Geißelglieder anelliform, gefolgt von 6 Funikulargliedern sowie 6 Keulengliedern. Die Fühlergeißel weist entlang ihrem basalen Drittel oder basalen Hälfte multiporöse plattenförmige Sensilla auf. Die Tarsen sind 4-gliedrig. Der Praepectus ist ziemlich klein, verdeckt vom posterolateralen Rand des Pronotums.

## Lebensweise
Die Baeomorphidae sind nur durch zwei rezente Arten vertreten. Die restlichen beschriebenen Arten sind nur fossil erhalten, in Bernstein aus Taimyr (Nordsibirien), Kanada und Myanmar. Die Funde datieren aus dem Santonium und Campanium, zwei chronostratigraphische Stufen der Oberkreide. Die Lebensweise der rezenten Arten der Baeomorphidae ist noch wenig erforscht. Chiloe micropteron hat offenbar einen Bezug zu Scheinbuchen (Nothofagus).

## Innere Systematik
Zu den Baeomorphidae gehören folgende Gattungen:
- Baeomorpha† Brues, 1937 – 16 Arten
- Chiloe Gibson & Huber, 2000 – 1 Art (C. micropteron); Chiloé (Chile)
- Rotoita Boucek & Noyes, 1987 – 1 Art (R. basalis); Neuseeland
- Taimyromorpha† Gumovsky, 2018 – 1 Art (T. pusilla)